# Гольдарб, Максим Юрьевич
Макси́м Ю́рьевич Го́льдарб (род. 5 января 1978, Липки, Тульская область) — украинский политик и общественный деятель. Лидер политической партии «Союз Левых Сил» с ноября 2019 года. Создатель и руководитель независимого негосударственного контролера за публичными ресурсами — ОО «Публичный аудит». Инициатор всеукраинских движений за честные тарифы в жилищно-коммунальной сфере. Ведущий авторских программ на телеканале NewsOne и КРТ.

## Образование, работа, семья
В 1999 году окончил экономико-правовой факультет Донецкого национального университета по специальности правоведение.
Второе высшее экономическое образование получил в 2014 году, окончив магистратуру Киевского национального торгово-экономического университета.
14 лет проработал в органах прокуратуры. Прошёл путь от следователя районной прокуратуры г. Донецка до руководящих прокурорских должностей: заместителя прокурора Донецка, прокурора Деснянского района г. Киева, начальника управления прокуратуры г. Киева.
С мая 2013 по сентябрь 2014 года — директор Департамента внутреннего аудита и финансового контроля Министерства обороны Украины.
С сентября 2014 года возглавляет общественную организацию Публичный аудит. В 2018 году выступил соорганизатором Всеукраинского движения «Партии мира».
Полковник запаса, старший советник юстиции, имеет 3-й ранг государственного служащего.
Квалификация аудитора присвоена Аудиторской палатой Украины.
Гольдарб является экспертом по финансовым, экономическим, правовым, тарифным вопросам, активно появляется в качестве спикера в различных СМИ.
С июня 2016 года вёл программу «Субъективные итоги» на телеканале NewsOne, выделяющуюся оппозиционностью к власти в суждениях, комментариях и оценках. В сентябре 2017 года на телеканале NewsOne также стартовала авторская программа Гольдарба «О тебе». Прекратил сотрудничество с каналом в январе 2019 года. В январе 2020 года на канале КРТ начал вести авторскую программу «Принцип Гольдарба».
Женат, воспитывает двоих детей.

## Работа в Минобороны
В 2013 году Гольдарб, будучи главным аудитором Министерства обороны Украины, внедрил в ведомстве механизм предварительного мониторинга и контроля рисковых операций (операционный аудит), направленный на предупреждение и предотвращение финансовых преступлений и махинаций в армии, который впоследствии переняли другие органы исполнительной власти Украины.
Был кардинально изменён подход в организации аудита от советского «постфактум» к новому «до того как»: начал проводиться контроль в режиме реального времени за операциями и процессами от их начала на центральном уровне до завершения на уровне конкретной воинской части.
Все вопросы купли-продажи и расходования, заключения договоров стали подвергаться обязательному анализу, мониторингу со стороны службы аудита..
После внедрения системы предотвращения убытков и хищений во все отрасли военного хозяйства в некоторых СМИ начали появляться негативные публикации с целью дискредитации Гольдарба и введенной им системы аудита. При этом реальные факты из авторитетных источников не приводились. Сам он объяснил такие нападки заангажированой реакцией на его работу.

За непродолжительный период деятельности мы не дали заработать на Министерстве обороны так называемым дельцам около 200 млн грн. Конечно, в реалиях нашей страны, как правило, в ответ получаешь «информационную грязь» в виде подтасовки или манипулирование фактами.— Trust.ua, 18.12.2014 г.

Мнимые «антикоррупционеры» причислили меня к врагам украинской армии, обвинив в закупке некачественных бронежилетов. Но желаемая история не лепится, потому что аудит не занимается закупками — ни бронежилетов, ни патронов, ни снарядов — это не его компетенция. Более того, на момент закупки бронежилетов военный аудит был вообще выведен из системы контроля новыми руководителями министерства.— Liga.net, 05.10.2015 г.

## Общественная деятельность

### Публичный аудит
Осенью 2014 года Максим Гольдарб создал общественную организацию «Публичный аудит», в которую вошли следователи, прокуроры, аудиторы. Цель организации — «профессиональная оценка эффективности функционирования органов государственной власти, предприятий государственного сектора экономики и информирование общества об их результатах, контроль за публичными ресурсами».
За 5 лет деятельности организации специалисты «Публичного аудита» провели более 250 исследований, проанализировав все важные вопросы в сфере экономики Украины: её долги и пути преодоления долговой зависимости; деятельность коммунальных предприятий и государственных монополий; стратегические вопросы приватизации; рынок электроэнергетики и сферу ЖКХ; банковский сектор; муниципальные ресурсы, фискальную систему, систему государственного управления и прочее.
Организация готовит и продвигает законодательные инициативы: внедрение обязательной отчетности о расходовании публичных финансов, общественного финансового контроля за государственными органами власти; устранение рисков в современной банковской системе Украины; изменение тарифообразования в ЖКХ и другие. Исследованиями и аналитическими статьями «Публичного аудита» пользуются украинские политики, общественные организации, СМИ. Организация является членом Institute of Internal Auditors — мирового лидера в сфере внутреннего аудита и корпоративного управления.

### Тарифная мобилизация
Основываясь на исследованиях «Публичного аудита», проведённых накануне кардинального повышения тарифов на жилищно-коммунальные услуги весной 2015 года, Максим Гольдарб в программе «Шустер LIVE» (3 апреля 2015 года информировал, что нормы и объёмы потребления газа населением завышены в два раза, а новые тарифы необоснованные. Он предложил на период социально-экономического кризиса в стране весь отечественный газ направлять на нужды населения, а его цену обосновать экономически.
В этот же день Максим Гольдарб и Алексей Кучеренко подписали меморандум о создании «Тарифной мобилизации» — инициативы, направленной на защиту прав украинцев от экономически необоснованных тарифов на жилищно-коммунальные услуги. Цель — доказать экономическую необоснованность сегодняшних цено- и тарифообразования в системе ЖКХ и газодобычи, её разрушительный характер для экономики страны; объединить людей для борьбы с нечестными тарифами для изменения этой системы.
Исследования, цифры и тезисы «Тарифной мобилизации» активно использовались политическими партиями в предвыборной кампании 2015 года. Гольдарб заявлял о том, что готов сотрудничать с разными политическими силами, предоставлять им аналитические материалы, если будет понимать, что они готовы помочь «сломать» несправедливые тарифы.
В рамках «Тарифной мобилизации» в мае 2016 года по инициативе Максима Гольдарба ведущие украинские эксперты в сфере энергетики и экономики составили и подписали Тарифный Манифест экспертов к власти о необходимости немедленного снижения цены на газ и тарифов для людей, путях выведения энергетической и коммунальной системы из сложившейся критической ситуации. Кроме того, ещё в 2015 году Максим Гольдарб лично обратился лично ко всем без исключения 450 народных депутатов Украины с просьбой направить в Конституционный Суд Украины представление о признании незаконными Указов президента о создании и деятельности НКРЭКУ, соответствующее представление им оставалось только подписать. К слову, в июне 2019 года КСУ действительно признал создание НКРЭКУ президентом неконституционным.
В июле 2016 года Максим Гольдарб объявил о создании региональных центров «Тарифной мобилизации» по всей Украине и призвал граждан объединяться, чтобы «защитить свои права и кошельки от тарифного грабежа».
В октябре 2016 года Максим Гольдарб и Евгений Мураев провели ряд протестных акций против завышенных тарифов в одиннадцати крупных городах Украины. Участники движения собрали более 40 тысяч подписей под экспертным Манифестом «Тарифной мобилизации» — обращением к президенту, правительству и премьер-министру с требованием установить обоснованные тарифы: весь газ собственной добычи направить на нужды людей; его цена должна формироваться справедливо и прозрачно (цена добычи и производства, плюс цена доставки, плюс не более 10 % прибыли на развитие); ренту и НДС в цене на газ для людей нужно отменить. Тогда же был подан и зарегистрирован в парламенте законопроект № 5290 о внесении изменений в Закон Украины «О рынке природного газа», который позволит установить экономически обоснованную цену на газ.
В целом, движение провело масштабную работу по освещению темы несправедливости тарифов и цены на газ в Украине и обжалованию их в различных инстанциях (Окружной админсуд г. Киева., Высший суд Украины, ЕСПЧ). В марте 2019 года, в том числе по иску «Тарифная мобилизация», Окружной административный суд города Киева признал противоправным и недействительным постановление Кабинета министров № 315 от 27 апреля 2016 года — в ней, в частности, определялся порядок формирования цены на природный газ для потребностей населения.

### Партия мира
Движение, в августе 2018 года получившее от Минюста Всеукраинский статус. Подразделения «Партии мира» открыты практически в каждом регионе страны (по состоянию на сентябрь — 21 региональная и 132 территориальных организаций).

## Политическая деятельность
2 ноября 2019 года на съезде партии «Союз левых сил» Максим Гольдарб избран председателем партии.
26 сентября 2020 года Максима Гольдарба зарегистрировали кандидатом на пост городского головы Киева.